# Радиотелеграф

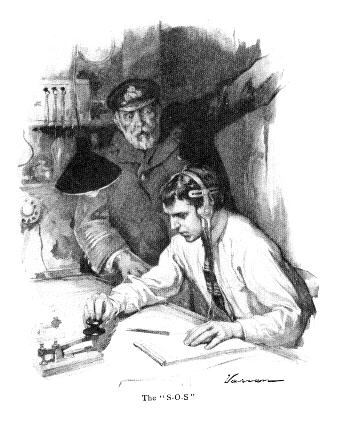
Судовой радиотелеграфист передаёт сигнал SOS при помощи азбуки Морзе (рисунок Френсиса Коллинза, 1912 г.)

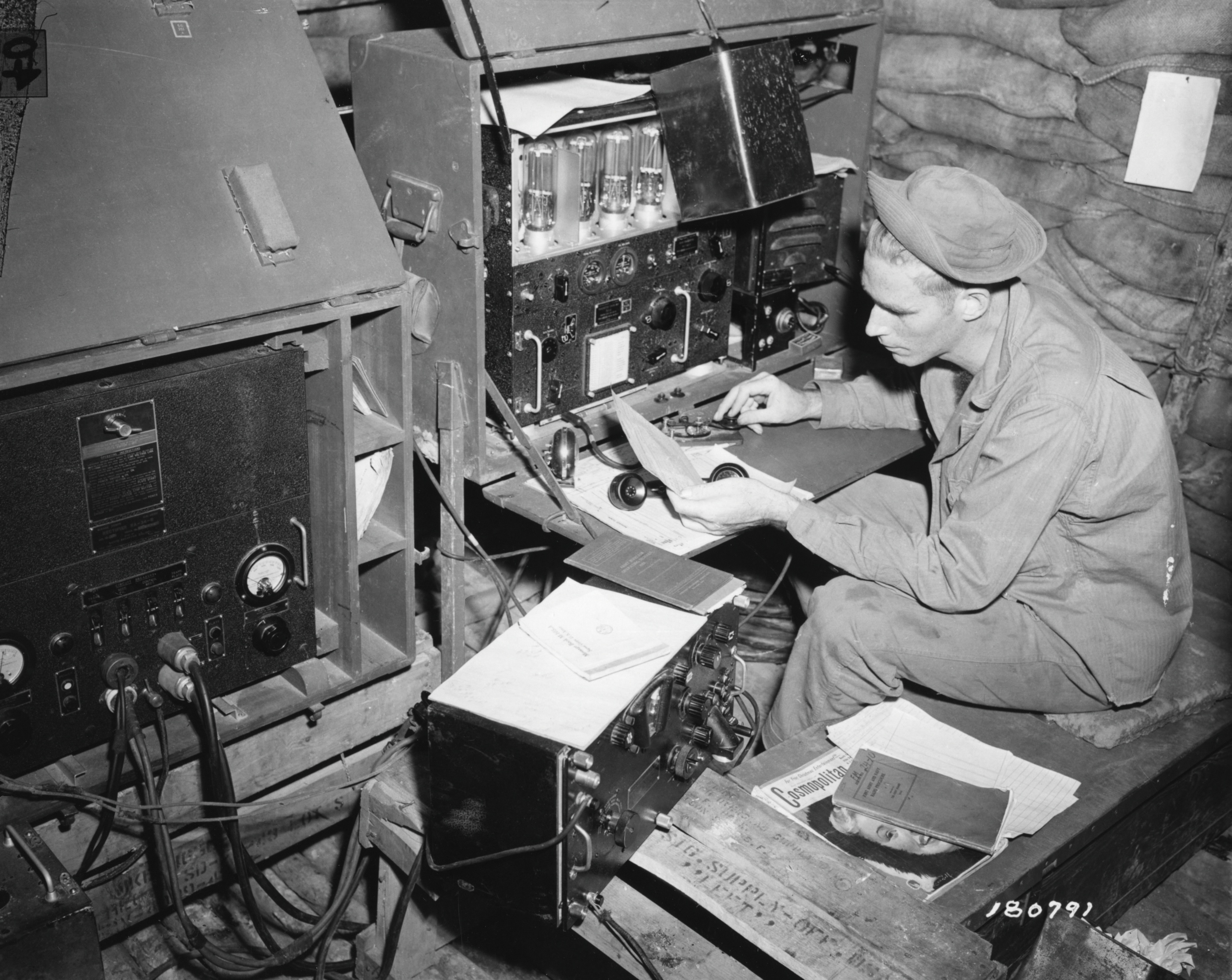
Радист корпуса связи Армии США в 1943 году в Новой Гвинее ведёт радиотелеграфную передачу

Радиотелегра́ф, устаревшее беспроволочный телеграф — устройство, предназначенное для передачи текстовой информации по радио с помощью азбуки (кода) Морзе или другого простого кода.
В начальный период развития радиосвязи телеграф был фактически единственным способом передачи информации по радио. Несмотря на появление новых, гораздо более эффективных способов, радиотелеграф используется до сих пор энтузиастами-любителями, различными радиомаяками, и реже — в служебной связи.

## Устройство
Технически радиотелеграф может быть реализован несколькими способами, например:
- амплитудная манипуляция (наиболее простой и употребительный способ). Передатчик излучает немодулированный сигнал во время посылки (точки или тире) и «молчит» в паузах;
- частотная манипуляция (применяется реже). В паузах передатчик излучает сигнал одной частоты, а во время посылки — другой, несколько отличающейся;
- тональная телеграфия с амплитудной или частотной модуляцией. Телеграфные звуковые посылки передаются так же, как обычная голосовая радиопередача.

На передающей станции телеграфный сигнал задаёт либо человек-оператор с помощью ключа или клавиатурного датчика кода Морзе, либо автоматическое устройство, например, считыватель с перфоленты или компьютерная программа. Принимать сигнал также может или оператор (обычно на слух), или автоматический регистратор того или иного рода. Для приёма на слух сигналов с амплитудной или частотной манипуляцией нужен специально приспособленный приёмник; сигналы тональной телеграфии можно принимать на любой обычный АМ или ЧМ радиоприёмник.

## Достоинства
- Радиотелеграф может быть реализован намного дешевле и проще, чем любой другой метод радиосвязи. В самом примитивном варианте амплитудная манипуляция осуществляется простым включением и выключением автогенератора радиочастоты. Приёмник для таких сигналов нужен лишь ненамного более сложный, чем для приёма обычных радиопередач. Простейшая аппаратура для радиотелеграфной связи может состоять из 20-30 доступных деталей и очень несложна в настройке[1].
- Помехозащищённость радиотелеграфной линии связи при приёме на слух намного выше, чем, например, радиотелефонной. Слабую «морзянку» на фоне помех разобрать намного проще, чем голос. Частотный спектр радиотелеграфного сигнала может быть очень узким, соответственно можно сузить полосу пропускания приёмника и таким образом подавить помехи.
- Передачу и приём относительно несложно автоматизировать.

## Недостатки
- Радиотелеграф, особенно если операторы — люди, достаточно медленная связь. Тренированный профессиональный радиотелеграфист в повседневной работе принимает и передаёт обычно не больше 120—150 знаков в минуту. Отдельные мастера и спортсмены способны работать в два-три раза быстрее.
- Код Морзе не предполагает никакой защиты от ошибок. За правильность приёма и передачи, таким образом, полностью отвечают операторы.
- На подготовку оператора нужно затратить определённое время и усилия. Базовый курс приёма на слух и передачи на ключе (со скоростью 60-80 знаков в минуту) занимает обычно 3-4 недели интенсивных занятий с инструктором.

## Галерея

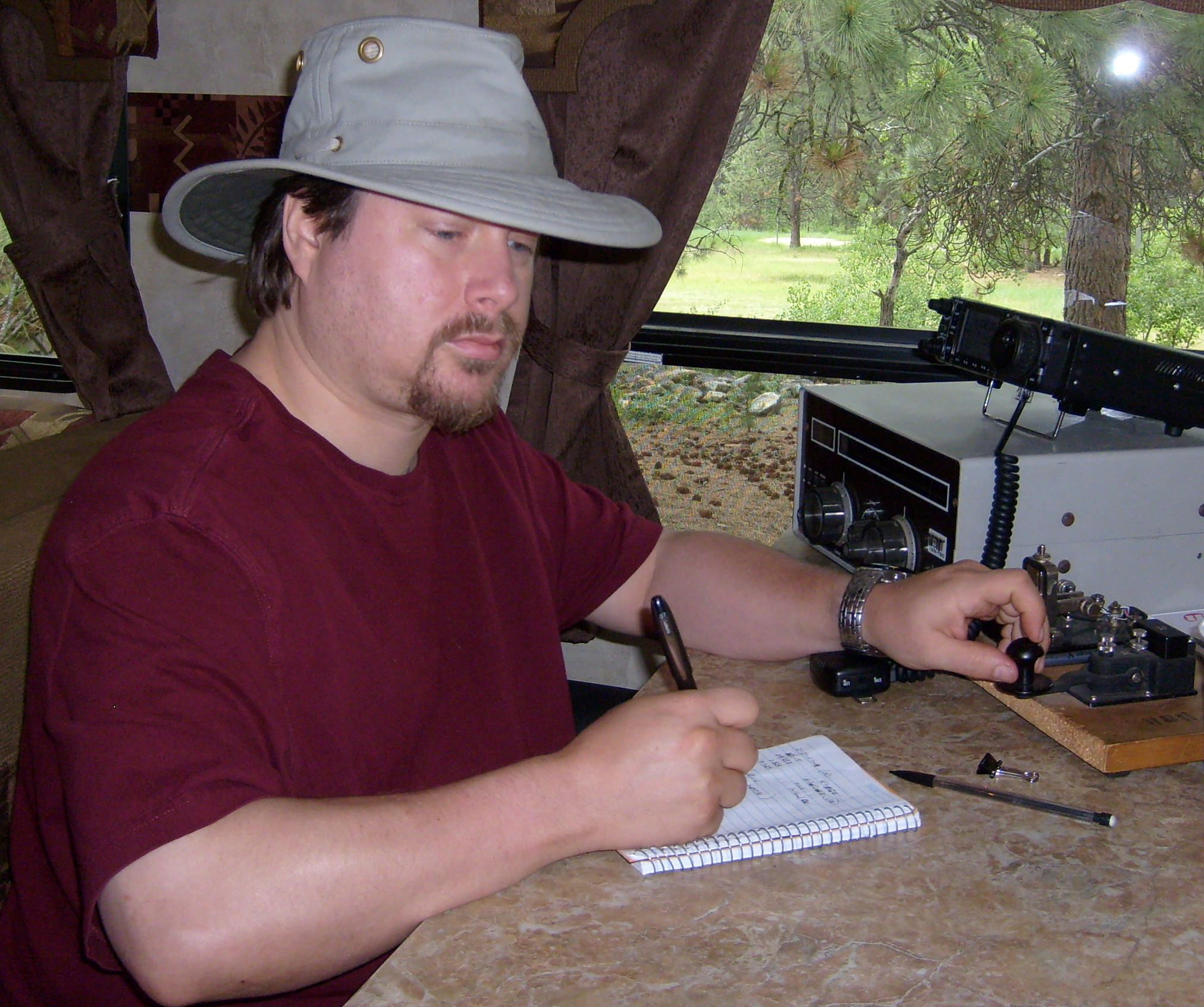
Радиолюбитель работает телеграфом
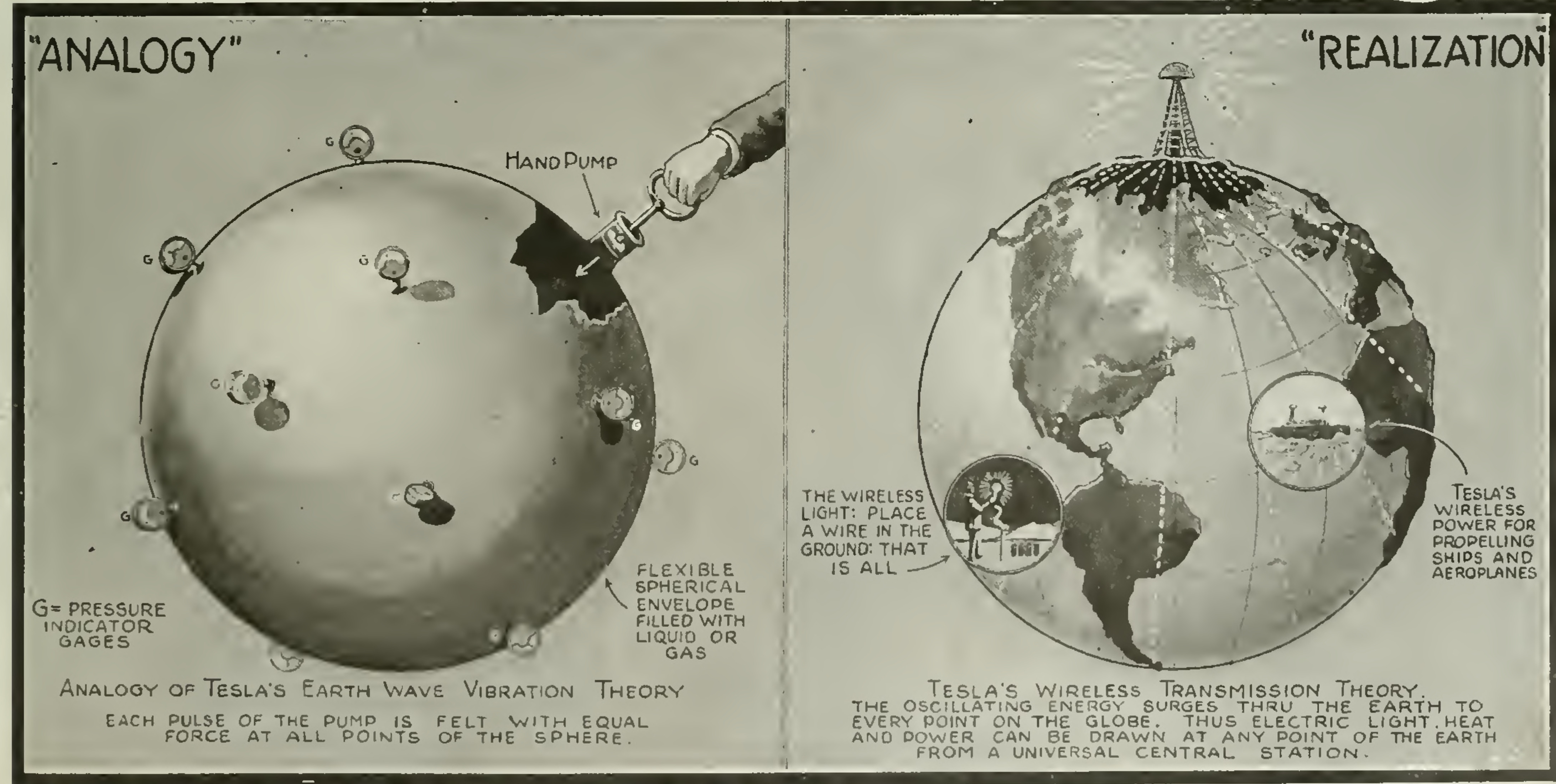
Объяснение Теслы в выпуске журнала «Электрический экспериментатор» за 1919 год о том, как, по его мнению, будет работать его беспроводная система
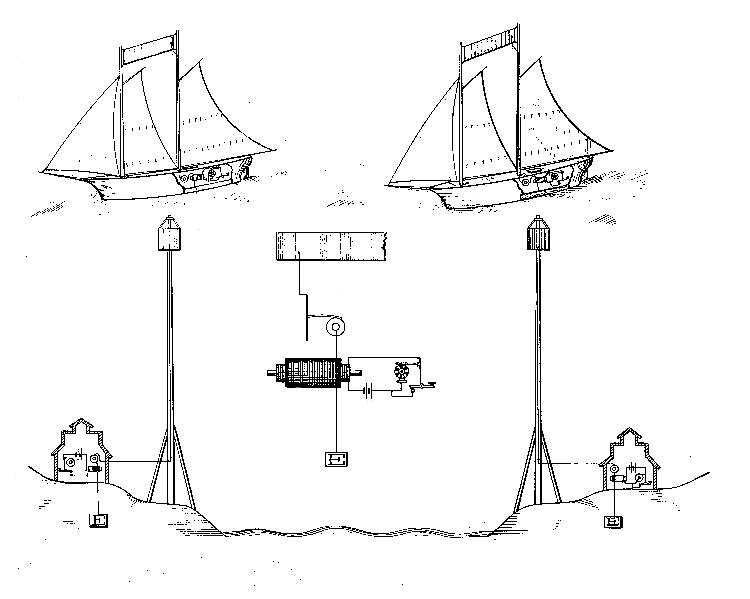
Патент Томаса Эдисона 1891 года на беспроводной телеграф судно-берег, в котором использовалась электростатическая индукция
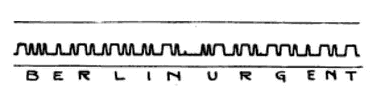
Пример трансатлантического радиотелеграфного сообщения, записанного на бумажной ленте в приёмном центре RCA в Нью-Йорке в 1920 году. Перевод азбуки Морзе приведён под лентой.
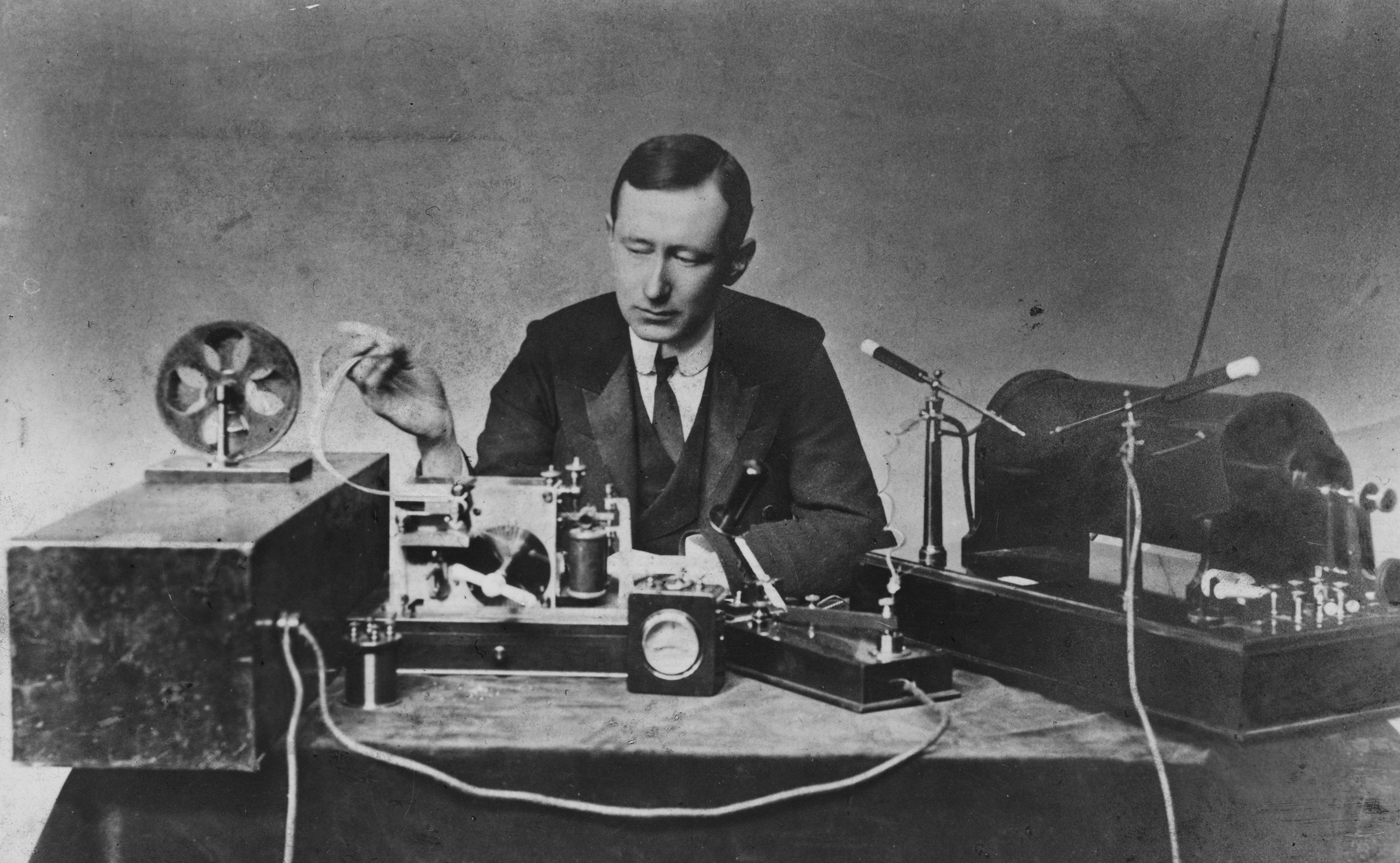
Гульельмо Маркони, отец беспроводного телеграфирования на основе радио, в 1901 году с одним из своих первых беспроводных передатчиков (справа) и приёмников (слева)
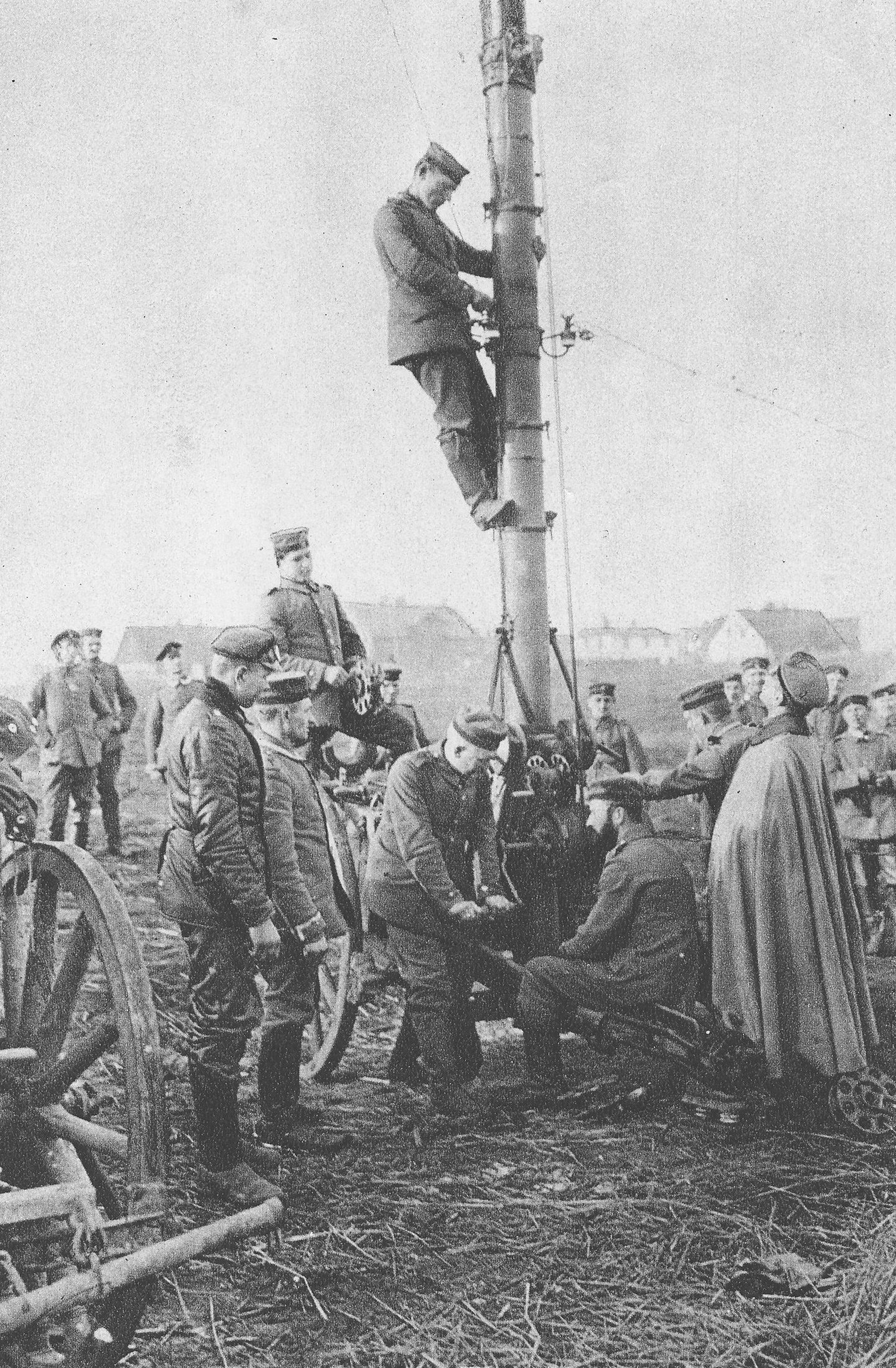
Германские военные связисты устанавливают станцию беспроводного полевого телеграфа во время Первой мировой войны